# Ignacy Boczkowski
Ignacy Boczkowski herbu Gozdawa (zm. 1787) – polski szlachcic i urzędnik ziemski. Syn Józefa, sędziego grodzkiego czerskiego. Łowczy kijowski w l. 1765–1775, cześnik kijowski w l. 1775–1779, podstoli owrucki od 1779. Jego synami byli m.in. Wojciech i Florian Boczkowscy. Wg zapisków sądowych procesował się w 1757 z matką (lub macochą) o majątek po ojcu.